# Птолемей VIII Эвергет
Птолемей VIII Эверге́т (также Птолемей VIII Эвергет II, Птолемей VIII Фи́скон и иногда Птолемей VII Эвергет) — царь Египта в 145—116 годах до н. э. из династии Птолемеев.

## Биография

### Александрийцы провозглашают Птолемея Эвергета царём
Птолемей VIII Эвергет был младшим сыном Птолемея V Эпифана и дочери сирийского царя Антиоха III Клеопатры I. После смерти отца в 180 года до н. э. старший сын Птолемей VI Филометор (ему тогда было 6—8 лет) был провозглашён царём при регентстве своей матери Клеопатры. Ко времени её смерти, около 173 года до н. э., он, как достигший совершеннолетия, вступил в управление государством. Тогда Египет находился в состоянии войны с царём державы Селевкидов Антиохом Эпифаном, и удача не сопутствовала египтянам. Когда Антиох занял Мемфис, он объявил себя соправителем Филометора. В Александрии это вызвало возмущение, и там отказались признавать Филометора царём, а поставили им его младшего брата Эвергета (170 год до н. э.). Образовалось два правительства: одно в Мемфисе, другое — в Александрии. Оба брата, люди молодые и неопытные, попали в руки временщиков — явление обычное в то время в Египте, — у каждого образовалась своя партия. Это не сулило ничего хорошего для установления добрых отношений между братьями, отличавшимися к тому же несходством характеров; если и тому и другому нельзя отказать в настойчивости при достижении своих целей, то нужно сказать, что Филометор шёл к этому при помощи мягких мер, тогда как Эвергет, при его недоверчивом отношении к людям, был человеком жестоким; это — самая мрачная фигура среди всех Птолемеев. И несходство характеров братьев и создавшееся двоевластие, подогреваемое придворными интригами, повели к тому, что между ними шли постоянные раздоры, вызвавшие в 164—163 годах до н. э. вмешательство римского правительства, которое думало примирить братьев тем, что, по настоянию римских послов, прибывших в Египет, принадлежавшие братьям владения были поделены так: Филометор получил Египет и Кипр, а Эвергет — Киренаику.

### Имя
| G5 |

| G5 |

| V28 | E34 · N35 | W24 · Z7 | A17 | F18 · V31 · N35 | D19 · X1 | U31 · S34 · I9 | W24 · Aa1 | D2 · Z1 | W11 · O1 | X1 · I9 · Z1s · I9 | M1 | O48 · Z1 · TWO | D45 · D21 | F31 | N28 · Z2 · I9 |

| V28 | N35 · D36 | V28 | Aa5 · Q3 | S34 | E1 |

| V28 | E34 · N35 | W24 · Z7 | A17 | F18 · V31 · N35 | D19 · X1 | U31 · S34 · I9 | W24 · Aa1 | D2 · Z1 | W11 · O1 | X1 · I9 · Z1s · I9 | M1 | O48 · Z1 · TWO | D45 · D21 | F31 | N28 · Z2 · I9 |

| V28 | N35 · D36 | V28 | Aa5 · Q3 | S34 | E1 |

| V28 | M42 · W24 | A17 | F18 · V31 · N35 | D19 · X1 | D2 · Z1 | Q1 | X1 · I9 · Z1s · I9 | X1 · D17 | D45 · D21 | Z4 · X1 · N35 | M23 | Z1 · TWO | R8 | U21 · N35 | X1 · U15 | D&z&f |

| V28 | M42 · W24 | A17 | F18 · V31 · N35 | D19 · X1 | D2 · Z1 | Q1 | X1 · I9 · Z1s · I9 | X1 · D17 | D45 · D21 | Z4 · X1 · N35 | M23 | Z1 · TWO | R8 | U21 · N35 | X1 · U15 | D&z&f |

| V28 | M42 · W24 | A17 | D2 · D1 | T10 · Z2ss · Z2ss · Z2ss | G39 | Z1 | D4 · Q1 · R8 | B3 | N35 · X1 · Q1 · H8 | O42 | N35 · I9 | M23 · X1 | M17 | M17 | X1 · N33 | G20 | X1 · I9 · Z1s · I9 |

| V28 | M42 · W24 | A17 | D2 · D1 | T10 · Z2ss · Z2ss · Z2ss | G39 | Z1 | D4 · Q1 · R8 | B3 | N35 · X1 · Q1 · H8 | O42 | N35 · I9 | M23 · X1 | M17 | M17 | X1 · N33 | G20 | X1 · I9 · Z1s · I9 |

| V28 | E34 · N35 | W24 · Z7 | A17 |

| V28 | E34 · N35 | W24 · Z7 | A17 |

| G16 |

| G16 |

| O34 · F34 · O4 · D21 | N17 · N16 |

| O34 · F34 · O4 · D21 | N17 · N16 |

| G8 |

| G8 |

| G37 · D21 | F9 · F9 | V30 | W4 · Z2 | X1 · I9 · Z1s · I9 | Q3 · X1 | V28 | C18 | W19 | M17 | X2 · I9 · X1 | Z1 | R8 | Z1 | R8 | Z1 | R8 | M17 | U33 | M17 | M17 | A23 | N6 · Z1 | W19 |

| G37 · D21 | F9 · F9 | V30 | W4 · Z2 | X1 · I9 · Z1s · I9 | Q3 · X1 | V28 | C18 | W19 | M17 | X2 · I9 · X1 | Z1 | R8 | Z1 | R8 | Z1 | R8 | M17 | U33 | M17 | M17 | A23 | N6 · Z1 | W19 |

| nswt&bity |

| nswt&bity |

| R8 | N8 | R8 | F44 · N35 | Q3 · X1 | V28 | U21 · N35 | D4 · Aa11 | C2 | C12 | anx | S42 |

| R8 | N8 | R8 | F44 · N35 | Q3 · X1 | V28 | U21 · N35 | D4 · Aa11 | C2 | C12 | anx | S42 |

| R8 | N8 | R8 | F44 · N35 | Q3 · X1 | V28 | U21 · N35 | D4 · Aa11 | C2 | C12 | anx | S42 |

| R8 | N8 | R8 | F44 · N35 | Q3 · X1 | V28 | U21 · N35 | D4 · Aa11 | C2 | C12 | anx | S42 |

| R8 | N8 | R8 | F44 · N35 | Q3 · X1 | V28 | U21 · N35 | D4 · Aa11 | C2 | C12 | anx | S42 |

| R8 | N8 | R8 | F44 · N35 | Q3 · X1 | V28 | U21 · N35 | D4 · Aa11 | C2 | C12 | anx | S42 |

| R8 | N8 | R8 | F44 · N35 | Q3 · X1 | V28 | U21 · N35 | D4 · Aa11 | C2 | C12 | anx | S42 |

| R8 | N8 | R8 | F44 · N35 | Q3 · X1 | V28 | U21 · N35 | D4 · Aa11 | C2 | C12 | anx | S42 |

| G39 | N5 |

| G39 | N5 |

| Q3 · X1 | V4 | E23 · Aa15 | M17 | M17 | S29 | S34 | D&t&N17 | p · t | V28 | U6 | M17 | M17 |

| Q3 · X1 | V4 | E23 · Aa15 | M17 | M17 | S29 | S34 | D&t&N17 | p · t | V28 | U6 | M17 | M17 |

| Q3 · X1 | V4 | E23 · Aa15 | M17 | M17 | S29 | S34 | D&t&N17 | p · t | V28 | U6 | M17 | M17 |

| Q3 · X1 | V4 | E23 · Aa15 | M17 | M17 | S29 | S34 | D&t&N17 | p · t | V28 | U6 | M17 | M17 |

| Q3 · X1 | V4 | E23 · Aa15 | M17 | M17 | S29 | S34 | D&t&N17 | p · t | V28 | U6 | M17 | M17 |

| Q3 · X1 | V4 | E23 · Aa15 | M17 | M17 | S29 | S34 | D&t&N17 | p · t | V28 | U6 | M17 | M17 |

| Q3 · X1 | V4 | E23 · Aa15 | M17 | M17 | S29 | S34 | D&t&N17 | p · t | V28 | U6 | M17 | M17 |

| Q3 · X1 | V4 | E23 · Aa15 | M17 | M17 | S29 | S34 | D&t&N17 | p · t | V28 | U6 | M17 | M17 |

|  |

| Q3 | R8 | U22 |

| Q3 | R8 | U22 |

| Q3 | R8 | Y5 · N35 · Aa1 · U22 | V30 | N29 · W24 · Z9 · D40 |

| Q3 | R8 | Y5 · N35 · Aa1 · U22 | V30 | N29 · W24 · Z9 · D40 |

| U22 | R8 | U22 | R8 |

| U22 | R8 | U22 | R8 |

| U22 | R8 | U22 | R8 | U22 | R8 |

| U22 | R8 | U22 | R8 | U22 | R8 |

### Конфликт с Эвменом II
В «Естественной истории» Плиний Старший, ссылаясь на сведения Марка Теренция Варрона, сообщал о конфликте правителей Египта и Пергама. Этот живший в I веке древнеримский автор писал: «Благодаря соперничеству между царями Птолемеем и Евменом в устройстве библиотек, когда Птолемей стал удерживать бумагу для себя, в Пергаме был изобретён пергамент. Позже использование этого предмета, на котором основано бессмертие людей, снова сделалось общераспространённым». В изложении Плиния Старшего причиной конфликта стали опасения египетского царя, что многократно увеличившаяся библиотека города Пергама может обогнать по количеству книг Александрийскую библиотеку. Запрет на вывоз за пределы Египта папируса привёл к повсеместному увеличению спроса на материал для письма, получившему по названию города наименование пергамент. Современные историки единодушны, что упоминавшийся в тексте Эвмен — это правивший Пергамским царством в 197—159 годах до н. э. Эвмен II. Однако есть разные мнения, кого из египетских правителей по имени Птолемей имел в виду Плиний Старший. Предполагается, что это — Птолемей VIII Эвергет. Однако также возможно, что им могли быть и другие современники Эвмена II: Птолемей V Эпифан или Птолемей VI Филометор.

### Спор из-за Кипра
Эвергета этот раздел не удовлетворил. Он считал себя обойдённым и уже в 162 году до н. э. отправился в Рим хлопотать об аннулировании произведённого римскими послами дележа. Тогда же отправил в Рим своих послов и Филометор. Полибий, проживавший в ту пору в Риме и, следовательно, хорошо информированный о всём, что там происходило, описывает заседание сената, где обсуждалось дело братьев. Эвергет указывал, что он согласился на раздел не по доброй воле, а вынужденный к этому, очевидно, римскими послами; что пришедшаяся ему доля гораздо меньше доли, полученной Филометором, и просил сенат оставить за последним только Египет, Кипр же присоединить к предоставленной ему Киренаике. Менилл, глава посольства, явившегося от Филометора, говорил, что и Киренаика-то досталась Эвергету лишь по настоянию римских послов, производивших раздел; простой народ был настроен так враждебно против Эвергета, что угрожал даже его жизни, если бы его не спасло вмешательство римских послов. Последние во всём подтвердили правильность показаний Менилла, но Эвергет продолжал настаивать на своём и опровергал эти показания. Тогда, говорит Полибий, сенат, видя что, по вине его, раздел не достиг цели, то есть не примирил братьев, он решил произвести раздел заново, считаясь прежде всего с интересами римского государства, и согласился с доводами Эвергета. Назначены были послы Тит Манлий Торкват и Гней Корнелий Мерула; им дано было поручение примирить братьев и младшего из них водворить на Кипре, но, прибавляет Полибий, не допуская между братьями военных действий. Поддержав Эвергета в его притязаниях на Кипр, сенат, очевидно, предвидел, что, с одной стороны, и Филометор не так-то легко откажется от Кипра, а с другой — и Эвергет станет добиваться овладения островом вооружённой силой; что, одним словом, между братьями возникает конфликт, причём Эвергет, опираясь на свой сепаратный союз с Римом, может в конфликт втянуть и римлян и, чего доброго, потребует от них военной поддержки, что вовсе не входило в их планы при решении «Кипрского вопроса». Вот почему сенат и хотел решить его путём дипломатического вмешательства, но обязательно без применения военной силы. Поддерживая притязание Эвергета, сенат вместе с тем не желал, очевидно, ссориться с Филометором.

### Восстание в Киренаике
Эвергет, очевидно, сознавал, что «дипломатия» не окажет должного воздействия на Филометора. Вот почему Эвергет на обратном пути из Рима набрал в Греции большое наёмное войско. Прибыв в Перею (часть Карии, принадлежавшую родосцам), Эвергет предполагал идти на Кипр. Но тут вмешались римские послы, сопровождавшие его, и, помня наказ сената не допускать войны, убедили Эвергета распустить наёмное войско и отказаться от нападения на Кипр. Один из послов, Торкват, отправился в Александрию, Эвергет же, в сопровождении другого посла, Мерулы, отплыл на Крит, набрал там всё-таки тысячу наёмников, и, переправившись в Ливию, высадился в Аписе, пограничном с Египтом береговом городе, ожидая, чем окончатся дипломатические переговоры Торквата с Филометором. Как и нужно было ожидать, они успеха не имели: Филометор не соглашался уступить Кипр и умышленно тянул переговоры. Эвергет, томясь в бесплодном ожидании в Аписе, отправил Мерулу в Александрию, чтобы склонить Торквата покинуть её и переехать в Апис. Но Мерула задержался в Александрии. По словам Полибия, теперь Филометор всех римских послов склонил на свою сторону и всячески удерживал их у себя. Тем временем в Киренаике произошло восстание против Эвергета; в нём принял участие египтянин Птолемей Симнетесис, которому царь, на время своего отсутствия, поручил управление Киреною. Надо думать, что это восстание произошло не без участия, за ширмами его, Филометора. Оно приняло значительные размеры, и Эвергет спешно должен был направиться со своими наёмниками к Кирене. Не доходя до неё, он потерпел в битве с повстанцами поражение; киренцы, говорит Полибий, зная по опыту, что за человек Эвергет, по его поведению ещё в Александрии, и находя в его правлении, как и во всём образе действий, черты не царя, а тирана, не могли, по доброй воле, отдать себя в его власть, но готовы были всё испытать в надежде получить свободу.
В отрывках Полибия не сохранилось известий, чем кончилось восстание против Эвергета. Из дальнейшего хода событий, однако, следует, что оно было подавлено, и Эвергет скоро уже вернул себе Кирену (в 161 году до н. э. он находился там). Но он не покидал, конечно, мысли о Кипре. Когда Мерула вернулся к нему из Александрии с известием, что Филометор не согласен ни на какие уступки и требует сохранения в силе первоначального дележа, Эвергет тотчас же отправил своих двух послов вместе с Мерулой в Рим, чтобы поставить сенат в известность о заносчивости Филометора. В 161 году до н. э. прибыли в Рим снова посольства обоих братьев, причём во главе посольства Филометора стоял тот же Менилл. На этот раз сенат более решительно встал на сторону Эвергета, которого теперь защищали и римские послы Торкват и Мерула, ездившие примирить братьев. Сенат постановил разорвать союз с Филометором, обязать послов его в течение 5 дней оставить Рим, к Эвергету же отправить специальное посольство с уведомлением о состоявшемся постановлении сената. Руки у Эвергета теперь были развязаны, и он, видя, что сенат всецело стал на его сторону, начал набирать войско, чтобы идти отвоёвывать себе Кипр. Состоялся ли этот поход, или нет, и если состоялся, чем окончился, мы не знаем: соответствующих отрывков из Полибия не дошло. Известно только точно, что Кипр по-прежнему оставался в руках Птолемея Филометора; Рим, по-видимому, на данный момент не располагал военными средствами, чтобы изменить ситуацию в пользу своего решения.

### Завещание Птолемея VIII Эвергета
Прошло несколько лет, и Рим так ничего и не предпринял. Между тем из найденной в Кирене греческой надписи, известной как «Завещание Птолемея Эвергета», становится ясно, что на Эвергета было совершено покушение, чуть не стоившее ему жизни, и он, чтобы обезопасить себя от подобного на будущее, завещал своё царство римскому народу.

«В 15-й год, месяц лоий (февраль/март 155 год до н. э.). В добрый час! Нижеследующее завещал царь Птолемей Младший, сын царя Птолемея и царицы Клеопатры, Явленных богов, причём копия этого [завещания] отправлена в Рим. О, если бы мне удалось, с благоволения богов, расправиться достодолжным образом с составившими против меня преступный заговор и посягнувшим лишить меня не только царства, но и жизни!
Если [со мною] случится то, что бывает с человеком, прежде чем оставлю наследников царства, я оставляю подлежащее мне царство римлянам, с которыми я изначала дружбу и союз благородно соблюдал, и им же доверяю, уповая на всех богов и на присущую римлянам добрую славу, соблюдать [существующий в царстве] режим, а если кто пойдёт [войною] на города или на страну, оказывать изо всех сил помощь, согласно заключённым между нами взаимно дружбе и союзу и согласно справедливости. Свидетелями всего этого я делаю Юпитера Капитолийского, Великих богов, Гелиоса и архегета Аполлона, у которого освящена и грамота обо всём этом. В добрый час!»
Причём видно, что Эвергет начало своего царствования ведёт не с того момента когда он стал правителем Киренаики в 163 году до н. э., а со времени провозглашения его царём Египта восставшими александрийцами в 170 году до н. э., то есть он продолжал считать себя царём всего Египта. Таким образом, в случае своей бездетной смерти, и завещал он римлянам, по-видимому, не только подвластную ему Киренаику, а и весь Египет. Данное завещание подвергло римский сенат к более действенной защите прав Птолемея Эвергета и мы читаем у Полибия:

«В то время как сенат отправил Опимия на войну с оксибиями (племя в Трансальпийской Лигурии), в Рим явился Птолемей Младший и, представ перед сенатом, жаловался на брата, причём называл его виновником посягательства на его жизнь. Тут же он обнажил рубцы от полученных ран и старался разжалобить присутствующих рассказами о жестокостях брата вообще. Но были послы и от старшего Птолемея, Неолаид и Андромах с товарищами, для защиты царя от обвинений брата. Сенат, заранее предубеждённый жалобами младшего брата, не пожелал даже выслушать оправданий старшего и приказал послам его покинуть Рим немедленно. В послы к младшему Птолемею сенат выбрал пятерых граждан, в том числе Гнея Мерула и Луция Ферма, дал каждому из них пятипалубное судно и поручил восстановить власть Птолемея над Кипром, а эллинским и азиатским союзникам письменно предлагал помогать Птолемею в обратном получении Кипра.»
Отрывок текста Полибия, датированный 154 годом до н. э. (именно в этом году Квинт Опимий был консулом), несомненно упоминает тот же заговор против Эвергета, что и завещание.

### Поражение понесённое Эвергетом на Кипре
Итак, в 154 году до н. э. Птолемей Эвергет вторгся на Кипр, туда же с огромным войском поспешил и Филометор. Во время этой войны положение Эвергета было очень критическое, но римляне, отвлечённые в ту пору усмирением восстания в Лузитании и среди кельтиберов, не смогли прийти на помощь Эвергету. Так как сам Рим ничего не сделал, то и его союзники, которым было поручено способствовать Эвергету, не торопились что-то предпринимать. Захватчик был заперт в киприотском городе Лапефе (теперь Лапта — город на северном берегу Кипра при устье реки того же имени) и принуждён сдаться лично в руки старшего брата. Филометор не решился предать его смерти, отчасти из-за своей врождённой доброты и их семейной связи, отчасти из-за страха перед римлянами. Он предоставил ему гарантии личной безопасности, и заключил с ним соглашение, согласно которому младший Птолемей довольствовался владением Кирены, и должен был получать каждый год определённое количество зерна. Ещё Филометор обещал выдать за него одну из своих дочерей. То, как повёл себя Эвергет после смерти Филометора, показывает, что он не испытывал особой благодарности. Но при жизни Филометора он больше не мог претендовать на Кипр. Судя по тому, что его брак с юной Клеопатрой не состоялся, можно сделать вывод, что он вновь пошёл против старшего брата.

### Захват египетского престола после смерти брата

Птолемей VIII Эвергет

Когда в Палестине в 145 году до н. э. Птолемея VI Филометора постигла скоропостижная смерть, его вдова Клеопатра II осталась царицей в Египте вместе с сыном, юным Птолемеем, который в последний год или годы жизни Филометора занимал вместе с отцом трон как соправитель. Однако не было никакой надежды сохранить египетский трон для ребёнка, когда его видевший виды дядя Птолемей Эвергет только и дожидался у себя в Кирене, когда ему представиться первая же благоприятная возможность захватить наследство брата. По отрывочным фрагментам из сочинений античных авторов нельзя составить сколько-нибудь последовательную картину событий, которые привели Птолемея Эвергета на трон. Египет в тот момент имел недостаточное количество войск, так как большая часть египетской армии отправилась с Филометором в Сирию, и вскоре после смерти царя это войско прекратило существование как организованная единица. Часть воинов поступила на службу к Селевкидам, другие поспешили как можно быстрее убраться в Египет. От завоеваний Филометора в Сирии ничего не осталось, и Селевкиды, без сомнения, вновь овладели Келесирией.
Жители Александрии, очевидно, разделились на две партии — приверженцев Клеопатры и её сына и сторонников Птолемея Эвергета, стремившихся вернуть его в Египет. Евреи поддержали Клеопатру. Находившимися в распоряжении Клеопатры войсками командовали два военачальника, евреи по национальности, Ония и Досифей. Это не сделало её более популярной в Александрии. В Кирену прибыло посольство, чтобы призвать Эвергета вернуться и занять египетский трон. Римский легат Луций Минуций Терм, давнишний сторонник Эвергета, в те дни находился в Александрии, и наверняка не случайно. Нам не известно, имели ли место серьёзные сражения между войсками Онии, введёнными в Александрию, и силами Эвергета. По словам Юстина, Эвергет воцарился «без борьбы». По соглашению, Клеопатра, вдова Филометора, должна была стать женой своего младшего брата. Она не могла согласится на это, не оговорив сначала будущее положение своего сына, — очевидно, он должен был остаться соправителем. Как бы то ни было, Эвергет II упростил дело, приказав умертвить племянника, — он был «убит в объятиях его матери, в день свадьбы, когда вступал в брак с его матерью, в час торжественных религиозных церемоний, во время приготовлений к пиру, и взошёл на ложе своей сестры, обагрённый кровью её сына», — пишет Юстин, но возможно, что это всего лишь эффектное преувеличение ради красного словца, что вполне в стиле Юстина.

### Попытка расправы с евреями
Птолемей Эвергет имел большой зуб на евреев, поддержавших Филометора и Клеопатру. Иосиф Флавий рассказывает: 

«Он схватил всех находившихся в городе евреев вместе с жёнами и детьми и, связав их и раздев донага, бросил под ноги слонам, чтобы те растоптали их; для этого он даже напоил животных вином, но случилось противное тому, что он ожидал. Слоны, не тронув евреев, устремились на его приближённых и истребили многих из них. Вслед за тем ему было ужасное видение, которое повелело не причинять этим людям никакого вреда. Также его любимая наложница (одни говорят, что её звали Итака, другие — Ирина) умоляла его не совершать такого ужасного святотатства, и он уступил ей и раскаялся в том, что уже сделал или только собирался».
 Правда, точно такая же история рассказана в Третьей книге Маккавейской и относится к царствованию Птолемея IV Филопатора. Александрийские евреи ежегодно отмечали праздник в память о своём избавлении.

### Характеристика царя
Все древние письменные источники изображают Эвергета чудовищем отвратительной наружности, беспощадным в своей мстительности. После вступления на престол он, до этого именовавшийся просто как Брат или Младший Брат, принял эпиклесу Эвергет («Благодетель»), связанное с его прославленным предком Птолемеем III Эвергетом. Но александрийцы прозвали его Какергетом («Злодеем»). Как известно, он был чрезвычайно тучен, отчего его также звали Фискон («Пузо»), хотя сам он именовал себя Трифоном («Великолепным»). Посидоний, чей учитель стоик Панетий видел Эвергета II в Александрии, подтверждает его патологическую полноту: «Наслаждения совершенно обезобразили его тучностью и огромным животом, который он едва мог обхватить руками. Чтобы прикрыть его, он носил хитон до пят с рукавами до запястий». Юстин добавляет: «Лицом он был безобразен, низок ростом, ожиревший живот делал его похожим не на человека, а на животное. Гнусность его вида увеличивала чрезмерно тонкая и прозрачная ткань его одежды, как будто он задался целью искусно выставить напоказ то, что скромный человек стремится обычно тщательно прикрыть». Греческие мужчины не носили прозрачных одежд, но, кажется, так делали фараоны Нового царства. Возможно, Эвергет любил порой облачаться в одежды этих фараонов.
Источники также сообщают, как кровожадно он преследовал всех, кого подозревал в неверности, — о казнях, изгнаниях, повсеместных конфискациях, даже резне александрийцев, которую устроили его наёмники.

«Птолемей, брат Птолемея Филометора, став царём, начал своё правление с вопиющих нарушений закона: Он погубил безжалостно и несправедливо многих людей, ложно обвинённых в том, что они желали посягнуть на его жизнь. Под различными поводами, основанными на ложных доносах, других он отправил в изгнание и конфисковал их имущество.
В Египте ненавидели Птолемея за его жестокость к подданным и беззаконие. Его поведения никак нельзя было сравнить с поведением Птолемея Филометора: тот был приятен и мягок, этот — жесток и кровожаден. Поэтому народ ожидал благоприятного момента для восстания».

«Птолемей показал себя не более мягким и по отношению к своим подданным, которые призвали его на царство, так как иноземным солдатам было дано разрешение на убийства, и ежедневно всё утопало в крови. Перепуганное насмерть население стало разбегаться во все стороны и из страха смерти покидать родину, превращаясь в изгнанников. Таким образом, Птолемей остался в огромном городе один со своими приближёнными и, когда увидел, что он царствует не над людьми, а над пустыми зданиями, особым эдиктом призвал иностранцев».
Вероятно, он был особенно безжалостен с александрийской интеллигенцией. Многие из её представителей были приверженцами Филометора, и Эвергет считал их своими врагами. Многие учёные и художники, связанные с Музеем, расселились по греческим землям, либо сбежав, либо оказавшись в изгнании, и дали начало ренессансу в тех местах куда пришли.

«Возрождение же этого воспитания настало при седьмом из царствовавших в Египте Птолемеев, справедливо прозванного в Александрии Злодеем. Царь этот, перебив многих александрийцев, вынудил бежать множество граждан, выросших при его брате, и все острова и города наполнились грамматиками, философами, геометрами, музыкантами, живописцами, учителями гимнастики и многими другими искусниками. Вынужденные по бедности своей преподавать науки, в которых они преуспели, эти люди воспитали много замечательных учеников».
Это не значит, что Эвергет II был враждебен греческой культуре как таковой. Бывший одним из учеников грамматика Аристарха, он сам стремился занять место среди греческих авторов и оставил после себя довольно объёмную книгу воспоминаний, которая, к сожалению, не сохранилась, но выдержки из неё часто приводит Афиней. В частности, в одном из отрывков Эвергет описывает чудачества своего дяди Антиоха Эпифана.

### Отношения с сестрой и женой Клеопатрой II

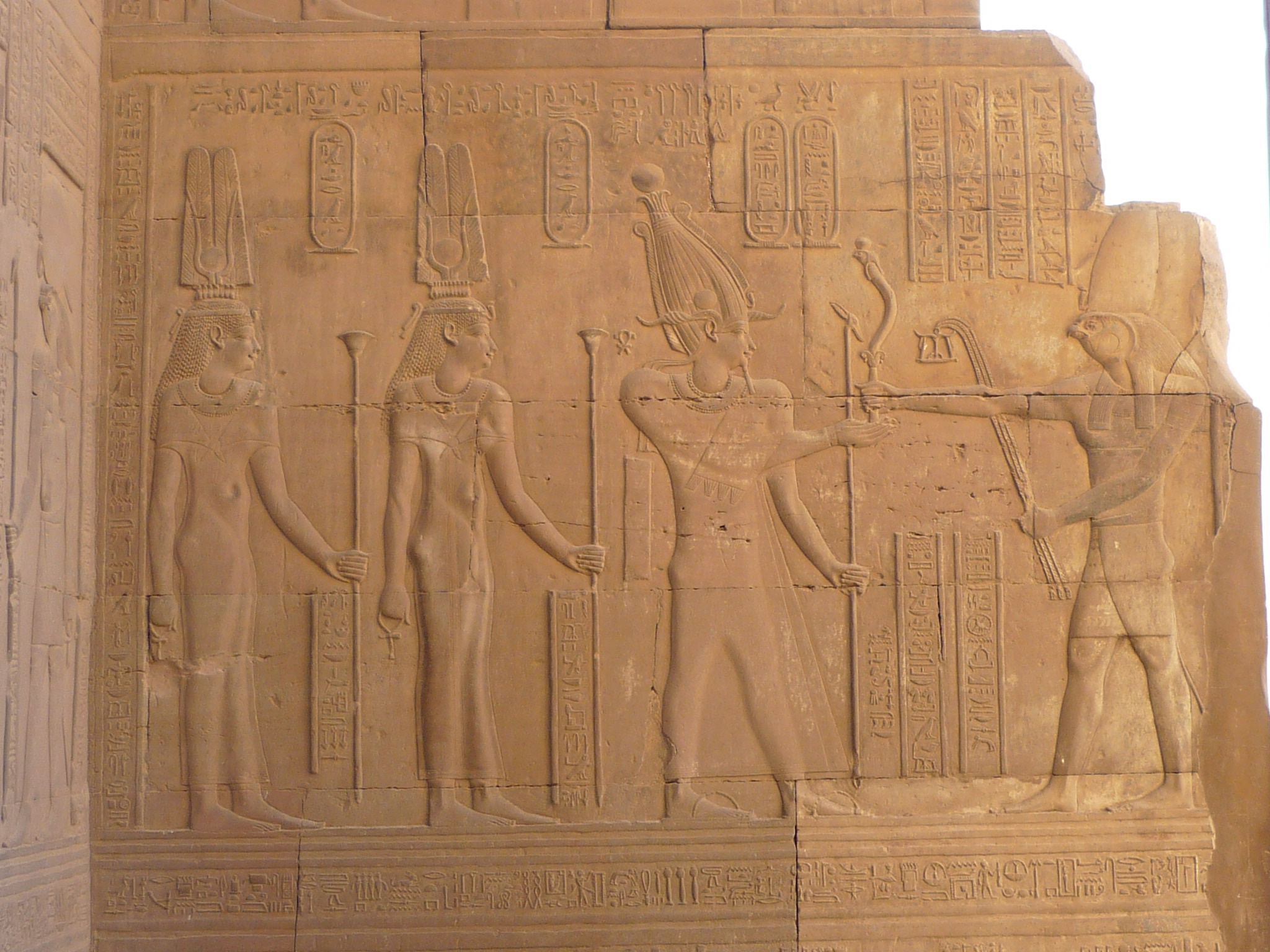
Птолемей VIII, Клеопатра II и Клеопатра III предстоят перед Хором

Но больше всего вопросов с точки зрения психологии вызывает поведение не Эвергета, а Клеопатры. Да, трудно поверить в то, что она согласилась сожительствовать с братом после убийства собственного сына. Однако наши античные авторы (Диодор, Ливий, Юстин) определённо заявляют, что Клеопатра родила Эвергету сына (144 год до н. э.). Можно, конечно сказать, что она была вынуждена жить с Эвергетом из страха, но, более вероятным, кажется, что ей двигало желание остаться царицей любой ценой. Эвергет, воцарившийся в Александрии, год спустя венчался на царство как фараон по египетским обрядам. Именно во время празднества коронации родился сын Эвергета и Клеопатры II и был назван Птолемеем Мемфисским в память об этом совпадении. В одном папирусе упоминается указ о прощении долгов объявленный царём примерно в то же время с целью приободрить владельцев собственности, так как из-за смуты недавних лет титулы стали ненадёжными и требовалось мера, чтобы усмирить беспорядки. Празднества в Александрии в честь новорождённого царевича омрачились убийством множества киренцев, прибывших в египетскую столицу вместе с Эвергетом. Их обвинили в том, что они неуважительно отзывались о царской наложнице Ирине.

### Отношения с племянницей и женой Клеопатрой III
За год или два отношения в царском дворце стали натянутыми. У Клеопатры II, кроме убитого сына, было две дочери от Филометора, обеих звали Клеопатрами. Ещё сам Филометор после своей победы над Эвергетом на Кипре в 154 году до н. э. обещал одну из них брату в жёны, но брак, видимо, в то время не состоялся. Теперь одна из них — Клеопатра Тея — была царицей Сирии. Другая — Клеопатра III — ещё жила во дворце, когда её мать вышла замуж за Эвергета. Эвергет изнасиловал племянницу и через некоторое время публично взял её в жёны. Папирус, в котором юная Клеопатра III впервые появляется в роли царицы, относится к 141—140 годам до н. э., но бракосочетание могло состоятся на год-два раньше. Не известно, развёлся ли Эвергет с Клеопатрой II официально. Она по-прежнему была царицей, но с тех пор стала называться в текстах «царицей Клеопатрой Сестрой», тогда как Клеопатра III была «царицей Клеопатрой Супругой». Все трое официально считались совместными правителями Египта. Клеопатра Сестра, занимающая пост царицы-соправительницы уже более двадцати лет и имевшая огромное число своих сторонников, пользовалась в Египте престижем и властью, и оттого младшему брату было небезопасно её открыто унижать. Однако очевидно, что отношения между Эвергетом и его сестрой стали какими угодно, только не простыми. Между 145—118 годам до н. э. иногда обе Клеопатры упоминаются с царём в официальных документах, порой в них появляется одна только «Клеопатра Сестра», а иногда только «Клеопатра Супруга». Маловероятно, что эта разница в протоколе точно отражает менявшиеся поминутно отношения трёх правителей друг с другом, гораздо вероятнее, что это происходило из-за того, что писцы, работавшие в отдалённых от Александрии районах, при том ненормальном положении дел просто не знали, как правильно писать.

### Римское посольство
В некий момент в течение этих лет в Александрию прибыли римские послы Сципион Африканский, Спурий Муммий и Луций Метелл для ознакомления с положением дел в союзном царстве. Из уважения к посольству царь, несмотря на свою тучность, лично вышел встречать высоких гостей в гавань и пешком сопровождал их во дворец.

«Он (Сципион) приехал в Александрию, сошёл с корабля и пошёл по городу, накинув плащ на голову, а александрийцы бежали следом и просили открыться — им хотелось увидеть его лицо; он открыл лицо, и они приветствовали его криком и рукоплесканием. Царь с трудом мог поспевать за ним на ходу, потому что был ленив и изнежен; и Сципион шепнул на ухо Панетию: „Вот какую услугу мы оказали александрийцам нашей поездкой: дали им посмотреть, как их царь пешком ходит!“»
Визит дал позднейшим авторам возможность эффективно показать контраст между великим римским аристократом в своей республиканской простоте и достоинстве, и египетским царём, невоздержанном в еде, любителем показной восточной пышности.

«В Александрию прибыли послы Сципиона Африканского, с целью осмотреть всё царство. Птолемей их принял с радушием, устроил великолепные пиры и сам повёл показывать дворец и все царские сокровища. Римские посланники, будучи людьми высокородными, и в связи с тем, что их повседневная диета была ограничена несколькими блюдами, и только теми, что способствовали здоровью, с презрением отнеслись к его расточительности, вредной, как для души, так и для тела. Все зрелища, считаемые царём изумительными, они расценили как пустую демонстрацию, но подробно и с вниманием осмотрели рассмотрели положение и укрепления города и характерные особенности Фароса. Затем, продвигаясь по реке к Мемфису, восхитились плодородию почвы, удобренной разливами Нила, количеством городов и их бесчисленным жителям, сильно защищённым местоположением Египта и огромным преимуществом страны, расположенной так, чтобы укреплять и увеличивать царство. Наконец, поразившись числу жителей Египта и естественным преимуществам его ландшафта, они поняли, что это великая держава могла бы стать очень большой под царями, достойными этого.»

### Волнения в Египте
Очевидно, что в Александрии жители были постоянно недовольны Птолемеем VIII Эвергетом.

«Птолемей был крайне презираем египтянами, наблюдавших его ребячье отношение к людям, предание гнусным удовольствиям и женоподобный вид, приобретённый изнеженностью.»
Царские наёмники с трудом сдерживали бывших приверженцев Филометора, желавших послужить его сестре и жене Клеопатре II. Афаманский царевич Галаст, полководец Филометора, бежавший в Грецию, продолжал подогревать беспорядки из-за моря. Он утверждал, что Филометор перед смертью завещал ему оберегать свою жену и сына. Даже наёмники в Александрии стали слишком требовательны, и мы слышим, что однажды мятежа удалось избежать, только тогда когда стратег по имени Гиеракс, находившийся на службе у Эвергета, выдал им жалование из собственного кармана.

«Птолемей, своей жестокостью и кровожадностью, бессовестными наслаждениями и гнусной толстотой заслужил прозвище Фискон. Но его стратег Гиеракс, будучи человеком, чрезвычайно талантливым в искусстве ведения войны, имел дар красноречия перед толпой, сохранил Птолемею его царство. Таким образом, когда казна иссякла, и солдаты собирались перейти к Галасту, не получив платы, он оплатил им службу из собственных средств и успокоил мятеж.»
«Теснимый восстаниями Фискон, — пишет Страбон, со слов Полибия, посетившего в те времена Александрию, — раз за разом предавал народную толпу в руки солдат и истреблял её.»

### Бегство Эвергета на Кипр
Опасаясь за жизнь своего единственного оставшегося сына Птолемея Мемфиского, достигавшего совершеннолетия, сорокалетняя Клеопатра II отправила его в Кирену и предприняла шаги, чтобы единолично завладеть троном. В 131—130 годах до н. э. беспорядки в Александрии, усугублённые расколом между царём и его сестрой, дошли до наивысшей точки. Возбуждённая толпа попыталась поджечь царский дворец, и Эвергет бежал на Кипр, взяв с собой Клеопатру III и детей от неё. Клеопатра II осталась в Египте единоличной правительницей, хотя из папирусов следует, что Эвергета продолжали признавать царём в большинстве районов Египта за пределами Александрии. Возможно, ссора между братом и сестрой перешла в открытую войну ещё за некоторое время до бегства царя. Видимо, в отдельных частях страны Клеопатру II стали признавать единоличной правительницей под именем Клеопатра Филометор Сотер («Любящая мать богиня-спасительница») ещё в 39-й год Эвергета (132—131 до н. э.), и она начала заново отсчитывать годы своего царствования. Она вернула не только титул бывшего мужа, но и титул первого Птолемея, чтобы показать династические амбиции, ибо, как подозревал Фискон, собиралась вернуть четырнадцатилетнего Мемфисца и сделать его соправителем.
О последовавших за бегством царя событиях рассказывает Юстин, и, хотя его преувеличения и недобросовестность в изложении фактов снижают ценность его труда как исторического источника, ввиду отсутствия более достоверных сведений нам приходится принимать его рассказ на веру.

«Птолемей, так как его возненавидели уже и чужестранцы и он стал опасаться заговоров, тайно отправился в изгнание вместе с сыном, которого имел от сестры, и с женой, соперницей матери. Набрав наёмное войско, Птолемей начал войну против сестры и родины. Затем он вызвал из Кирены старшего сына и убил его, чтобы жители Александрии не провозгласили этого сына царём в противовес ему. После этого народ ниспроверг статуи Птолемея и уничтожил его изображения. Думая, что это сделано по наущению сестры, он убил и того сына, которого имел от неё, а труп убитого приказал рассечь на куски, сложить в ящик и поднести матери в день её рождения во время пира. Это злодеяние не только царице, но и всему государству было горько и прискорбно и вызвало во время торжественного пира такое всеобщее горе, что весь дворец наполнился рыданиями. Вельможам пришлось вместо пира думать об устройстве похорон: они показали народу растерзанный труп, чтобы народ понял, чего он может ожидать от царя-сыноубийцы».
Во всяком случае, об убийстве Эвергетом собственного сына и о посылке частей его тела матери в «подарок» упоминают также Диодор Сицилийский, Тит Ливий и Валерий Максим. Установлено, что греки в Омбосе стирали из надписей, сделанных в 136—135 годах до н. э., имена Эвергета и Клеопатры III, чтобы Клеопатра II представлялась единственной царицей.

### Война брата и сестры
Одни районы Египта подчинялись царю, другие — Клеопатре II. Эти годы называются в папирусах временем амиксии — «прекращения общих сношений». Найдено письмо греческого солдата Эсфалада, датированное 23 хоилаха 40-го года правления Эвергета (15 января 130 года до н. э.), где он писал из Верхнего Египта, что вскоре отправляется с отрядом верных Эвергету войск на город Гермонтис, который удерживали силы Клеопатры II. По его словам, пришли известия, что в следующем месяце Паос (стратег Фиваиды) собирается привести «достаточно воинов, чтобы сокрушить жителей Гермонтиса, и поступит с ними, как поступают с мятежниками».
В 129 году до н. э. Эвергету удалось вернуть Александрию военной силой. В нашем распоряжении имеется надпись, сделанная жившими в Александрии римскими торговцами, с их благодарностью Лоху, сыну Каллимеда, который тогда командовал армией Эвергета. Возможно, этот Лох тождественен с Гигелохом упоминаемым Диодором:

«Гегелох, посланный старшим Птолемеем командовать армией против Марсия, стратега александрийцев, захватил его живым, и уничтожил его армию. Когда Марсий предстал перед царём, и все думали, что он получит самое суровое наказание, Птолемей отбросил обвинения против него. Потому что он теперь начал страдать от душевных перемен, и добротою стремился исправить ненависть, которую народ питал к нему».
В 129—128 годах до н. э. Эвергет уже владел Фаюмом, так как поселил там местных клерухов. Военные действия между силами Эвергета и его сестры, кажется, ещё продолжались в Фиваиде, так как, согласно папирусу, датированному 9 января 127 года до н. э., жрецы государственного культа в то время находились «в лагере царя». Но, вероятно, Клеопатра II ещё раньше покинула Египет и искала убежища у своего зятя Деметрия II в Антиохии.

«Оправившись от своей скорби по убитом сыне, Клеопатра увидела, что война, начатая против неё братом, идёт для неё неудачно, и обратилась через послов за помощью к Деметрию, царю сирийскому, который и сам пережил немало различных достопамятных приключений.
Клеопатра, погрузив на корабли египетские богатства, бежала в Сирию к дочери и зятю».
Клеопатра II побуждала Деметрия напасть на Египет. Но Деметрий не пользовался популярностью и когда он с войском достиг границ Египта, собственное царство взбунтовалось против него. Мятежники вступили в переговоры с Птолемеем Эвергетом и призывали его использовать могущество Египта, чтобы поместить на сирийский трон вместо Деметрия какого-нибудь царевича, принадлежавшего к династии Селевкидов. Эвергет цинично ответил на их просьбу тем, что отправил в Сирию в качестве египетского претендента одного молодого человека, сына египетского торговца, который выдал себя за приёмного сына покойного Антиоха VII Сидета, и позднее, будучи царём Сирии, принял имя Александр. Жители Антиохии прозвали его Забина («Купленный»). Во главе египетских войск присланных ему Эвергетом Александр II Забина разгромил Деметрия у Дамаска. Деметрий попытался найти убежище в Птолемаиде у жены, но Клеопатра Тея закрыла перед ним ворота. Он бежал в Тир и там был убит. Надежды, которые возлагала Клеопатра II на зятя, пошли прахом. Однако Александр, захватив Сирийское царство, чрезмерно возгордился своим успехом, стал надменным и заносчивым и даже к самому Птолемею, которому он был обязан своим царством, стал пренебрежительно относиться. Похоже что где-то в 124 году до н. э. Эвергет принял решение примириться со своей сестрой Клеопатрой II. Она возвратилась в Александрию, чтобы снова стать «царицей Клеопатрой Сестрой» рядом с дочерью «царицей Клеопатрой Супругой».

### Стабилизация положения в стране
Официальное примирение Клеопатры II с Эвергетом не обозначало, что страна тут же вернулась к миру и обычному бюрократичному распорядку. Из папируса, найденного в окрестностях Птолемаиды, ясно, что состояние амиксии сохранялось там ещё в 122—121 годах до н. э. Наконец, 9-го числа месяца фармути 52 года правления Эвергета (28 марта 118 года до н. э.) от имени трёх правителей вышел указ с целью нормализации обстановки во всём царстве. В Тебтунисе найден папирус содержащий его текст. Он представляет своего рода компромисс между царём и Клеопатрой II, в котором Эвергет пошёл на значительные уступки. Тогдашняя смута в основном происходила из-за того, что во время амиксии оба враждующих правителя даровали милости своим приверженцам, которые, разумеется не признавала противная сторона. Поэтому многие из тех, кто фактически владел землёй, в том числе египетские храмы, которые, перейдя на ту или иную сторону, получили в дар землю или привилегии от Эвергета или Клеопатры, находились в шатком положении. Цель указа состояла в том, чтобы забыть прошлое и признать фактические владения законными. Кроме того в указе объявлялась амнистия за все преступления, совершённые в государстве до дня выхода указа, за исключением убийств и ограблений храмов; дозволялось вернуться изгнанным и бежавшим, а то, что осталось от их имущества не подвергалось конфискации; прощались все недоимки и долги, упорядочивались сборы и пошлины, запрещались самовольные действия чиновников к низшим слоям населения. Весь указ пропитан духом мудрой заботы о людском благополучии и стремлением к справедливости. Это не очень то вяжется с представлением об Эвергете, как о злобном чудовище, которым его изображает античная литературная традиция. Похоже, под конец царствования Эвергет принял более мягкую и умеренную систему управления, что уже отмечал Диодор в своём рассказе о помиловании стратега восставших александрийцев Марсия.

### Строительная деятельность
Эвергет строил и украшал египетские храмы, как и его предшественники, и среди тех, которые ещё можно видеть, пожалуй, здания, приписываемые Эвергету, весьма заметны. В надписи в великом храме в Эдфу, помимо прочего, содержится описание значительных добавлений, сделанных Птолемем VIII Эвергетом. В его 28-й год (142 год до н. э.), через 95 лет после того как Птолемей III Эвергет заложил первый камень в фундамент храма, состоялось официальное освещение храма. В надписях, найденных в некоторых других египетских храмах, сказано, как царь творил добро и исправлял зло. Асуанская стела упоминает филантропу, изданную Эвергетом II и Клеопатрой III (Супругой), в пользу храма Хнума Небиеб в Элефантине. На острове Филы найден небольшой храм, посвящённый им богине Хатхор. В Ком-Омбо, в Мединет-Абу, в Дейр-эль-Медине, в Эль-Кабе сохранились развалины храмов египетских богов, свидетельствующие о том, что Эвергет II строил и восстанавливал их.
В отношении Нижней Нубии Эвергет, как видно, придерживался политики брата и считал её частью своего царства. В Дебоде найден наос из красного гранита, поставленный в храме от имени Эвергета, и ещё один от имени Клеопатры. В храме в Пселхисе (Дакка) Эвергет добавил пронаос, на котором по-гречески написано: «От лица царя Птолемея и царицы Клеопатры Сестры, Богов Благодетелей, и их детей, величайшему богу Гермесу, который также есть Паотпнуфис, и богам, почитающимся с ним в храме. Год 35-й (135 год до н. э.)».

### Смерть царя
Птолемей VIII Эвергет скончался 11-го числа месяца пайни 54-го года (28 июня 116 года до н. э.), что зафиксировано в надписи в храме Эдфу. Он умер спустя 13 лет после своего восстановления на престоле в 129 году до н. э., и спустя 29 лет после смерти своего брата Филометора в 145 году до н. э., но сам он отсчитывал годы своего правления с момента своего первого восхождения на престол в 170 году до н. э. во время восстания в Александрии, и в соответствии с этим, его смерть наступила на 54-м году его царствования. Птолемей VIII Эвергет, этот самый злобный из всех Птолемеев, умер своей смертью в возрасте около шестидесяти пяти лет, таким образом прожив больше своих предшественников, за исключением Птолемея I Сотера.

### Семья
- первым браком женат на своей сестре Клеопатре II
  - Птолемей Мемфисский
- вторым браком — на своей племяннице Клеопатре III — дочери своего брата Птолемея VI Филометора и сестры, тогда ещё жены Филометора Клеопатры II.
  - Птолемей IX
  - Птолемей X
  - Клеопатра Трифена
  - Клеопатра IV
  - Клеопатра Селена

Кроме того, у Эвергета был внебрачный сын Птолемей Апион, скорее всего от наложницы Эйрены.
Плутарх сообщает, что Птолемей предлагал руку и царский венец римской гражданке Корнелии, вдове Тиберия Гракха Старшего, но та отказалась.
После смерти Эвергета было обнародовано его странное завещание, которое показало, что старый царь больше заботился о том, как отблагодарить некоторых людей, ставших ему дорогими из-за его страстей, чем о том, чтобы сохранить целостность великого достояния династии Птолемеев. Он снова разрушил единство царства, завещав Киренаику Птолемею Апиону, который наверняка уже правил там в качестве наместника, а египетский трон — Клеопатре III, с предоставлением ей права выбрать в соправители любого из двух её сыновей.
| Династия Птолемеев                                                   | |                             |
| Предшественники: Птолемей VI Филометор и Птолемей VII Неос Филопатор | царь Египта 170 — 116 до н. э. в 170 — 163 до н. э. совместно с братом Птолемеем VI Филометором (правил 54 года) | Преемник: Птолемей IX Лафур |